# Paolo De Paola
Paolo De Paola (Napoli, 5 settembre 1957) è un giornalista italiano.
È stato vicedirettore de La Gazzetta dello Sport dal 2005 a 2007, direttore di Tuttosport dal gennaio 2008 al maggio 2012 e direttore de Corriere dello Sport-Stadio, dal giugno 2012 a luglio 2015. È stato coordinatore delle strategie editoriali del Corriere dello Sport-Stadio, Tuttosport, Guerin Sportivo, Autosprint, Motosprint, Auto, AM, InMoto. È tornato a dirigere Tuttosport dal 14 novembre 2015 fino al 22 aprile 2018. Dal 2011 al 2012, e poi successivamente dal 2016 al 2017, riveste l'incarico di presidente della giuria del Premio giornalistico Piero Dardanello.

## Biografia

### Studi e primi impieghi giornalistici
Di famiglia napoletana (madre di origine tedesca, Lilia Nitsch), si è laureato in Lingue alla Federico II di Napoli. La sua carriera giornalistica inizia nei primi anni ottanta, quando collabora con Napoli Oggi guidato dall'ex direttore del Mattino di Napoli, Orazio Mazzone. Lavora successivamente (dal 1984) come collaboratore per la Gazzetta dello Sport da Napoli. La Rosea lo assume il 1 giugno 1986 e qui segue tutte le tappe lavorative: inizia dalla serie C, poi la B, poi si occupa di Milan e Inter infine si dedica al calciomercato. La prima svolta con Candido Cannavò che lo promuove caposervizio. Nel 2003 con Pietro Calabrese diventa caporedattore centrale e successivamente sarà Antonio Di Rosa ad affidargli la vicedirezione. Confermata anche da Carlo Verdelli che lo designa come suo vicario e gli affida la direzione del progetto che rivoluzionerà il giornale trasformandolo in tabloid.

### Vicedirezione Gazzetta dello Sport (2005-2007)
L'arrivo di Pietro Calabrese nel 2002 rappresenta una forte scossa editoriale per la Gazzetta dopo la conduzione quasi ventennale di Candido Cannavò. Calabrese vuole rendere più “leggero” il giornale allargandolo anche su altri argomenti. Calabrese coadiuvato da Stefano Barigelli riesce in una parziale trasformazione e nel 2003 promuove De Paola caporedattore centrale affidandogli una particolare attenzione alla prima pagina che si trasforma sempre più in una vetrina con un taglio da settimanale. Nel 2004 con l'arrivo di Antonio Di Rosa, viene promosso un primo progetto di trasformazione grafica del giornale che il neo direttore affida proprio a De Paola dopo averlo nominato vicedirettore. L'input del cambiamento arriva soprattutto dall'allora amministratore delegato Vittorio Colao che crede tanto nel processo di riammodernamento. L'operazione però troverà pieno completamento con l'arrivo di Carlo Verdelli che insieme a De Paola a cui affida un nuovo progetto trasformerà il giornale in un tabloid allargandolo anche ad “Altri mondi”.

### Direzione Tuttosport (2008-2012)
Successivamente, De Paola viene chiamato da Roberto Amodei a dirigere Tuttosport. Nel giornale torinese De Paola compie una completa operazione di trasformazione lanciando anche nel settembre del 2008 il sito Tuttosport.com che nel giro di pochi mesi diventa uno dei più letti in assoluto grazie all'effetto community. A maggio 2012 il sito ha superato le 100 milioni di pagine viste e 4,4 milioni di utenti unici mese (fonte Google Analytics). De Paola non è affatto tenero con la dirigenza juventina Blanc-Cobolli invocando l'arrivo di Andrea Agnelli e di un manager “alla Marotta” (dicembre 2008). Questo pungolo continuo non incontra il compiacimento della società e talvolta i rapporti con la proprietà bianconera si fanno tesi. Il giornale però è inattaccabile agendo sempre nel solco di una critica corretta e costruttiva. Il cattivo rendimento sportivo, i dati economici negativi e quelli relativi ai troppi infortuni rappresenteranno infatti il capolinea per un allenatore come Claudio Ranieri e per l'intera dirigenza. De Paola lascerà la guida del giornale dopo il primo scudetto dell'era Conte e con un record di vendite superiore alle 400 000 copie che rappresenterà uno dei migliori risultati di sempre del quotidiano.

### Direzione del Corriere dello Sport-Stadio (2012–2015)
Il 1º giugno 2012 Paolo De Paola viene chiamato a Roma dall'editore per dirigere l'ammiraglia del gruppo Amodei, il Corriere dello Sport-Stadio. Anche qui De Paola ritiene che l'innovazione sia un processo ineludibile per il giornale e trasforma completamente il quotidiano sportivo attraverso una riforma grafica e una nuova piattaforma editoriale che rende più razionale la lavorazione anche sull'on-line. Il giornale romano ha una radice profondamente diversa rispetto a Tuttosport con un'anima nazionale ma anche una forte localizzazione soprattutto sulle aree di Roma, Napoli, Firenze, Bologna e in generale il Centrosud. Il giornale non ha però mai tradito nella sua storia anche una forte attenzione per il trio del nord: Juve, Milan e Inter.

### Dopo il Corriere dello Sport-Stadio (2015)
Dal 1º agosto 2015 De Paola viene nominato da Roberto Amodei coordinatore delle strategie editoriali di tutto il gruppo. In poco più di tre mesi avvia un lavoro sinergico per esaltare le risorse produttive specialistiche del gruppo soprattutto nel campo dei motori.

### Seconda direzione a Tuttosport (2015-2018)
Dal 14 novembre 2015 Paolo De Paola torna a dirigere Tuttosport e il sito Tuttosport.com, incarico che lascia dal 22 aprile 2018.

## Premi e riconoscimenti
- Premio Bruno Roghi
- Premio Paolo Frajese (2012)
- Premio internazionale Argil uomo europeo (14 dicembre 2012)
- Premio giornalistico città di Sansepolcro (18 marzo 2013)
- Premio Pietro Calabrese[6] (2013)
- Premio Beppe Viola (20 giugno 2013)
- Premio Carlo Juliano (29 settembre 2013)
- Premio Pelagos (14 febbraio 2014)
- Premio Città di Ostuni (maggio 2014)
- Premio Internazionale Giornalismo Sportivo Antonio Ghirelli a cura A.L.I. (5 giugno 2015)